# طريق A1 (بريطانيا العظمى)
يُعد A1 أطول طريق مرقّم في المملكة المتحدة، حيث يبلغ طوله 660 كيلومتراً. يمر الطريق عبر شمال لندن، وهاتفيلد، وويلوين جاردن سيتي، وستيفنيج، وبالدوك، وليتشوورث جاردن سيتي، وبيجليسواد، وسانت نيوتس، وهانتينغدون، وبيتربورو، وستامفورد، وجرانثام، ونيوارك أون ترينت، وريتفورد، ودونكاستر، ويورك، وبونتفراكت، وويذربي، وريبون، ودارلينجتون، ودورهام، وسندرلاند، وغيتسهيد، ونيوكاسل أبون تاين، وموربيث، وألنويك، وبيرويك أبون تويد.410 ميل (660 كـم)
تم تعيينه من قبل وزارة النقل في عام 1921 ، ويتبع معظم مساره الفروع المختلفة للطريق الشمالي العظيم التاريخي ، وكان الانحراف الرئيسي بين بوروبريدج ودارلينجتون . لقد تغير مسار A1 حيث تم تجاوز البلدات أو القرى ، وحيث اتخذت المحاذاة الجديدة مسارًا مختلفًا قليلاً. تمت ترقية عدة أقسام من الطريق إلى معايير الطريق السريع والمخصصة A1 (M) . بين الطريقين M25 (بالقرب من لندن) والطريق A720 (بالقرب من إدنبرة) ، يعد الطريق جزءًا من طريق شبكة الطرق الأوروبية الدولية E15 غير الموقع من إينفيرنيس إلى الجزيرة الخضراء .